# Dachmühle

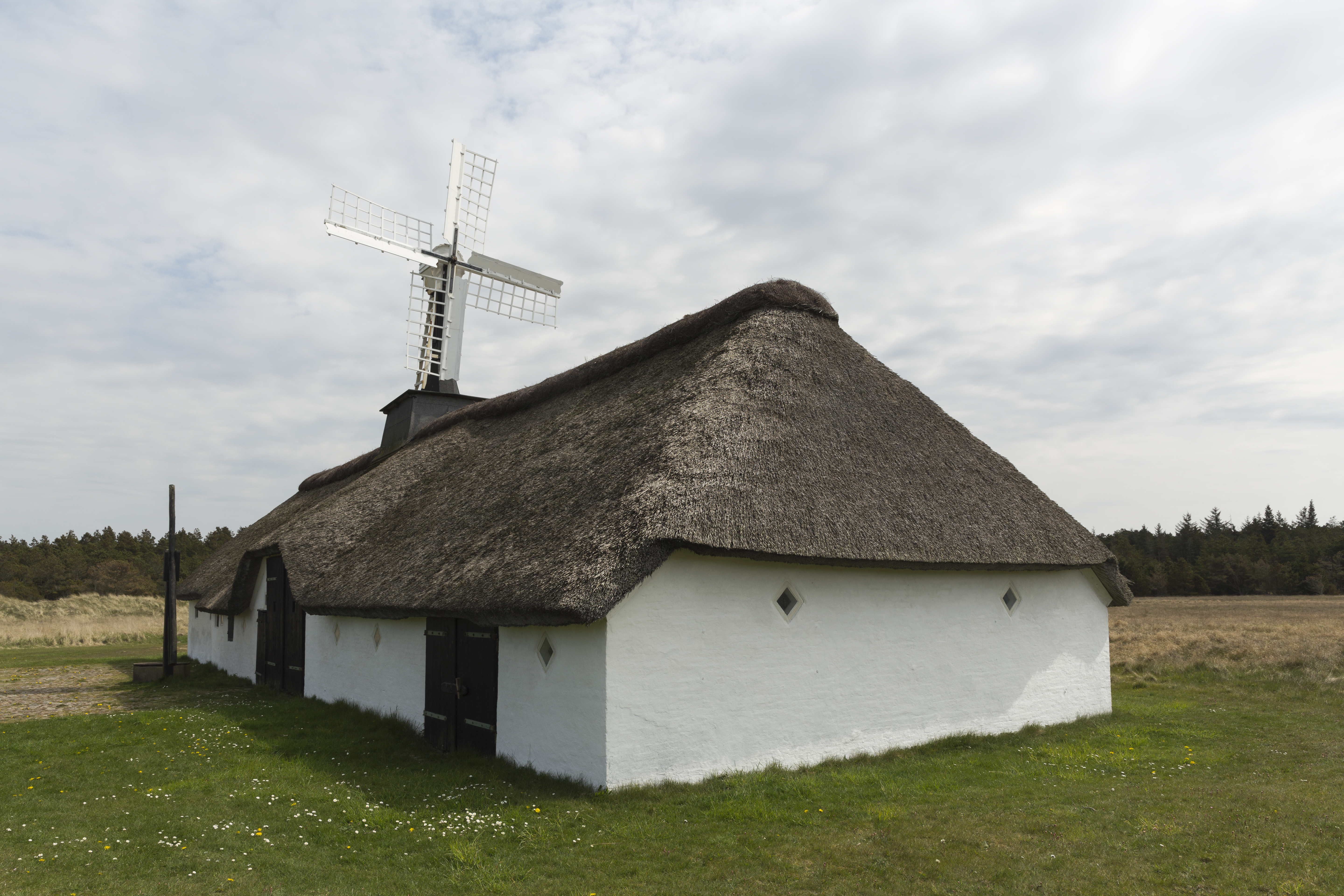
Østerklit Stokmølle

Als Dachmühle wurde eine besondere Art der Mühle bezeichnet, welche in, an oder auf Hausdächern angebracht waren. Diese kleinen Mühlen wurden in der Regel durch Windkraft angetrieben, eine andere Variante war der Antrieb durch den Einsatz von angehängten Gewichten. Dachmühlen wurden eingesetzt, um handgetriebene Mühlen zu ersetzen und die Arbeit dadurch zu erleichtern und zu beschleunigen, ebenso kamen Dachmühlen anstelle von Rossmühlen zum Einsatz. Verwendet wurden die kleinen Dachmühlen hauptsächlich zum Betrieb von Mahlwerken.
Dachmühlen wurden teilweise auch bei der Salzgewinnung eingesetzt. Auf den Dächern der Gradierhäuser angebracht, sorgten sie für den Antrieb der Pumpen, die für die Wasserhebung zuständig waren.
Die letzte funktionsfähige dänische windgetriebene Dachmühle ist die Østerklit Stokmølle im Norden von Vendsyssel.